# Cambarincola fallax
Cambarincola fallax är en ringmaskart som beskrevs av Hoffman 1963. Cambarincola fallax ingår i släktet Cambarincola och familjen Cambarincolidae. Inga underarter finns listade i Catalogue of Life.